# Jaromír Kincl
Jaromír Kincl (30. května 1926, Ronov nad Doubravou – 15. dubna 1993, Praha) byl profesor Právnické fakulty Univerzity Karlovy v Praze. Zabýval se především římským právem a právem starých Germánů, mezi oblasti jeho zájmu však patřilo i kanonické právo a právní dějiny českého středověku. Překládal také z latiny (např. Gaiovy Instituce či Kronika Franků Řehoře z Tours).

## Publikace
- Stát a právo v germánsko-římské Burgundii 5.–6. století (1959)
- Otroci ve franckých právních pramenech 6.–8. století (1973)
- Všeobecné dějiny státu a práva (učebnice, vedoucí autorského kolektivu) (1983)
- Římské právo (s prof. Valentinem Urfusem a prof. Michalem Skřejpkem – více vydání)
- Dicta et regulae iuris aneb právnické mudrosloví latinské (1990)
- Deset slavných procesů Marka Tullia (1997)